# Pheidole picata
Pheidole picata är en myrart som beskrevs av Auguste-Henri Forel 1891. Pheidole picata ingår i släktet Pheidole och familjen myror.

## Underarter
Arten delas in i följande underarter:
- P. p. bernhardae
- P. p. gietleni
- P. p. picata

## Bildgalleri

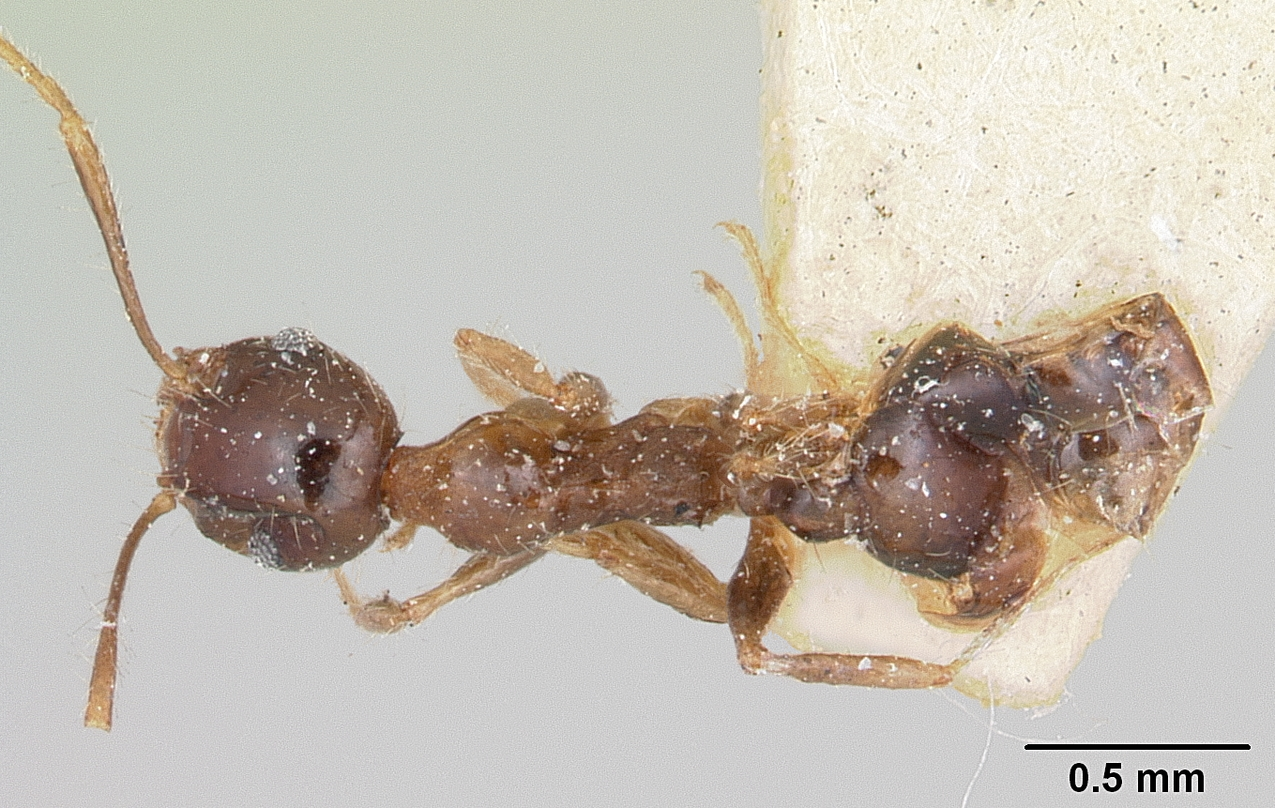
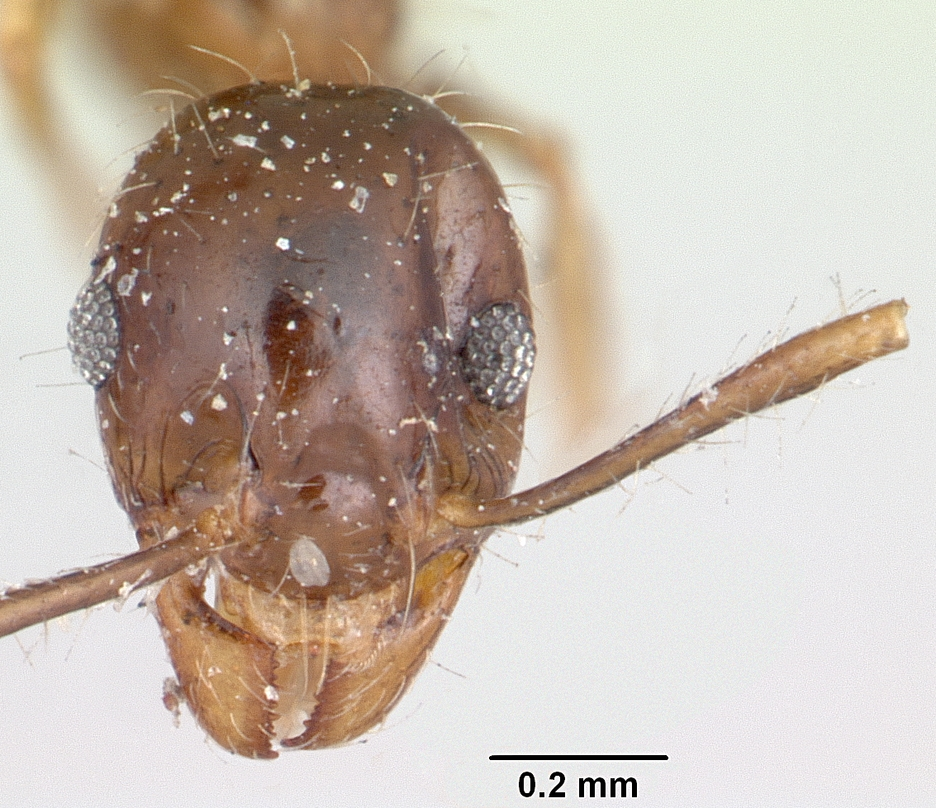
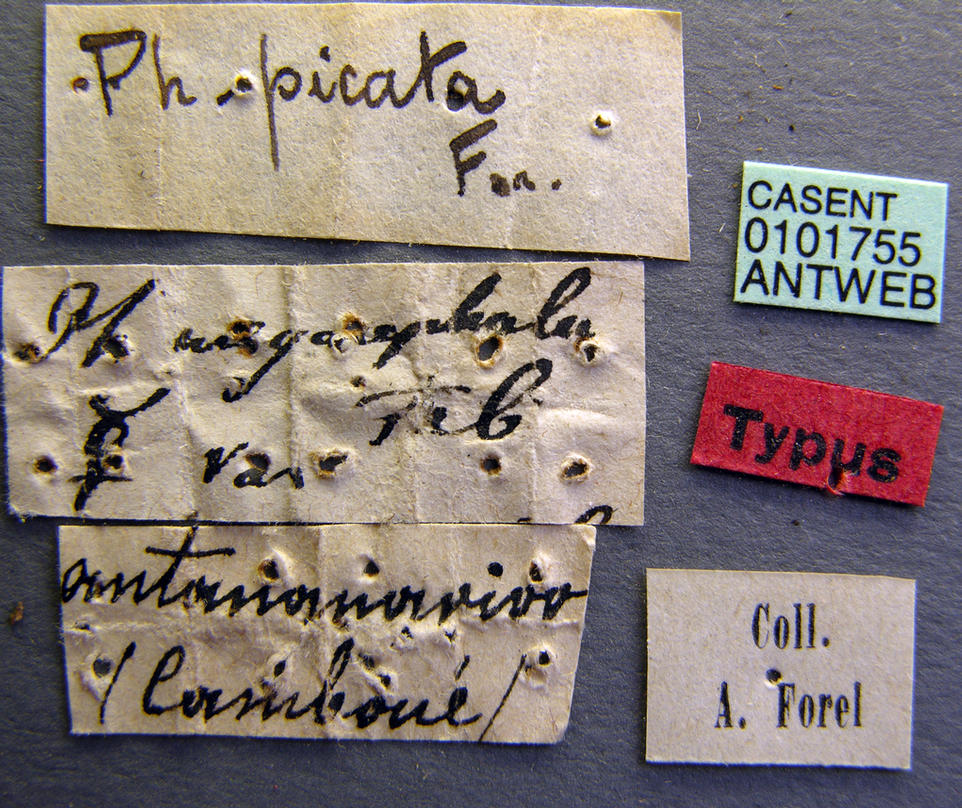
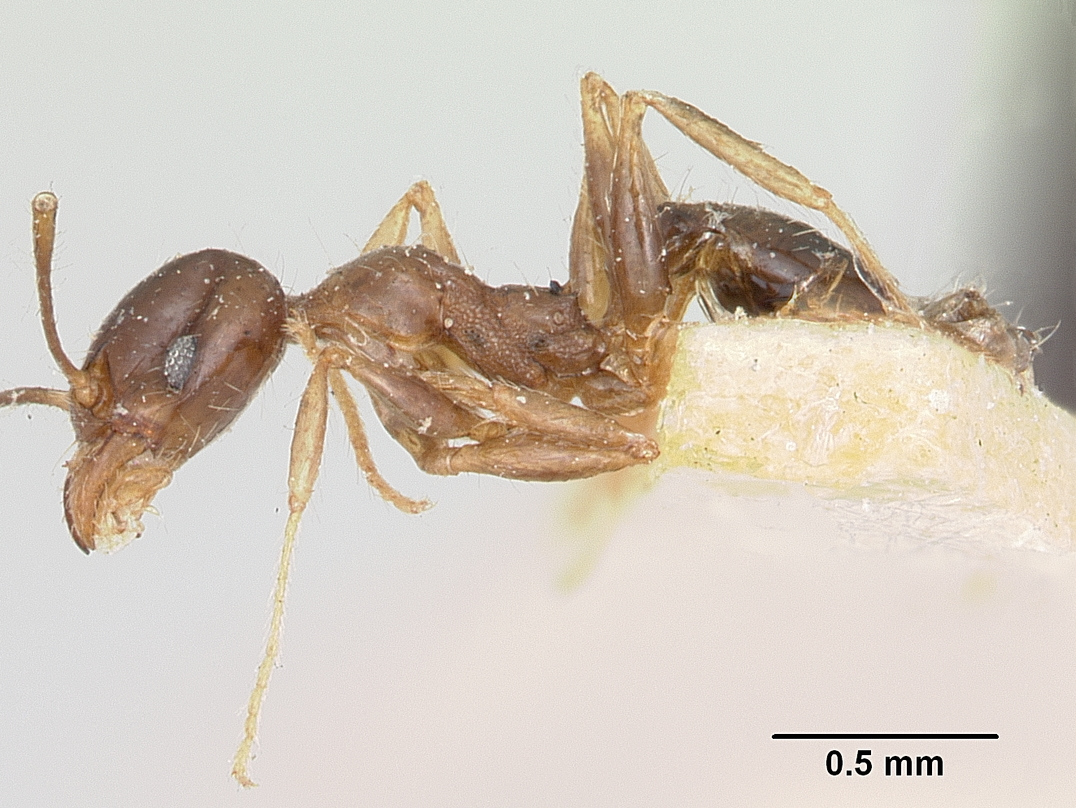
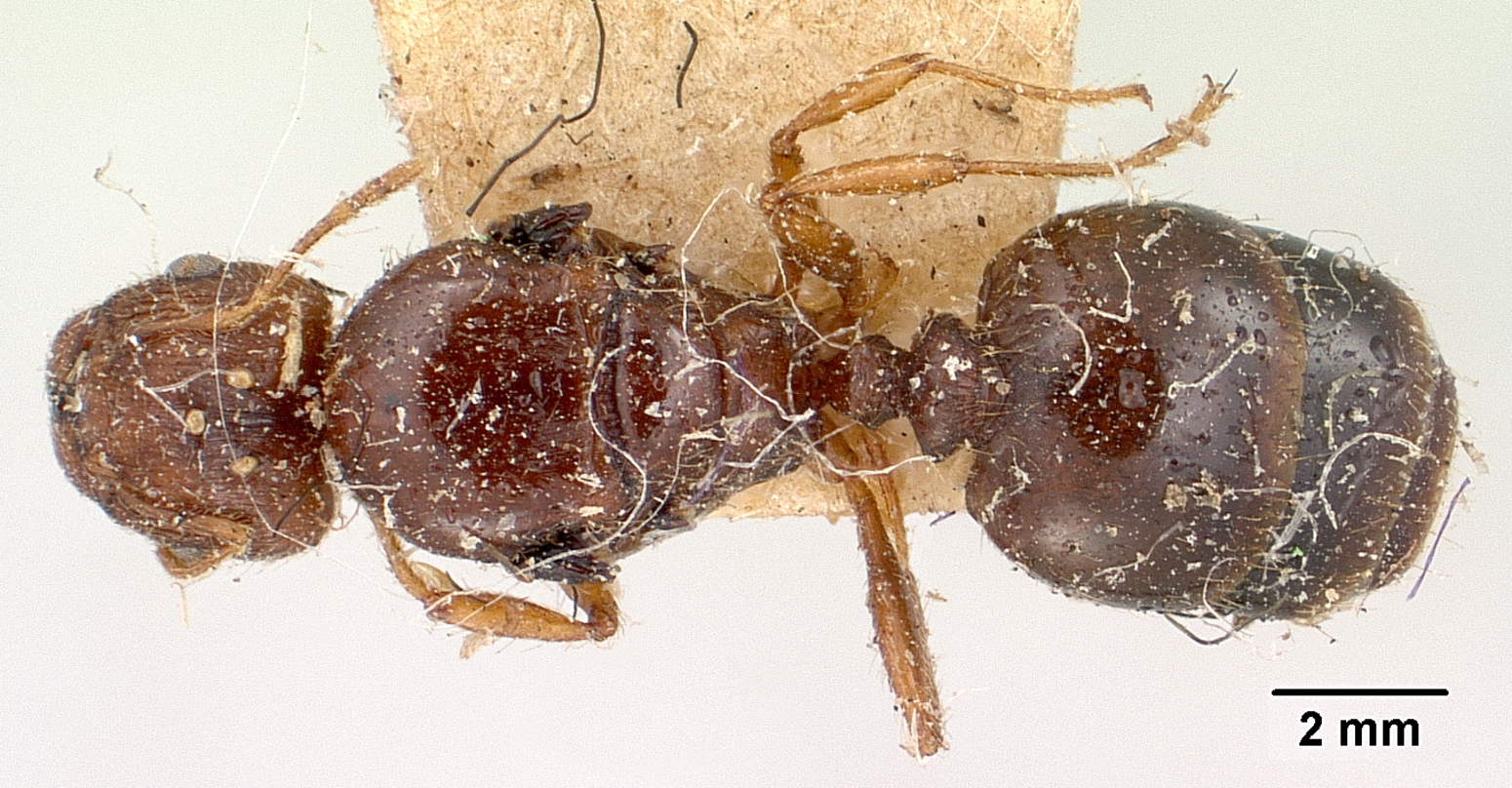
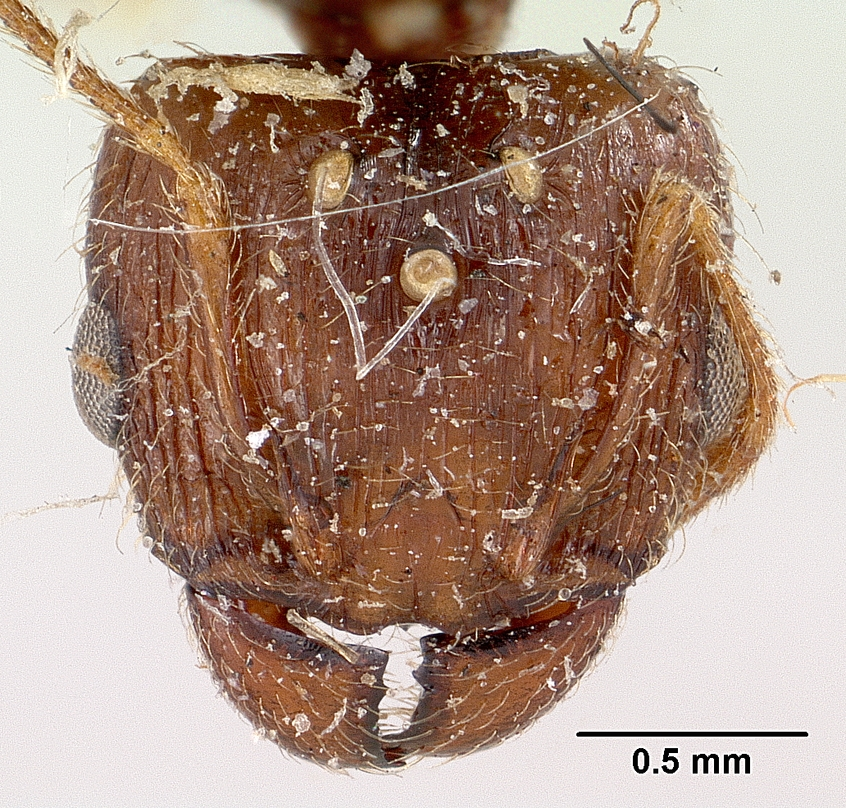